# Polycentropus jenula
Polycentropus jenula là một loài Trichoptera trong họ Polycentropodidae. Chúng phân bố ở miền Tân bắc.